# Pierrefitte-en-Auge
Pierrefitte-en-Auge é uma comuna francesa na região administrativa da Normandia, no departamento Calvados. Estende-se por uma área de 5,55 km². Em 2010 a comuna tinha 165 habitantes (densidade: 29,7 hab./km²).